# Аустрија на Европском првенству у атлетици у дворани 1972.
Аустрија је учествовала на 3. Европском првенству у дворани 1972 одржаном у Греноблу, (Француска), 11. и 12. марта. Репрезентацију Аустрије у њеном трећем учешћу на европским првенствима у дворани представљало је 6 спортиста (1 мушкарац и 5 жена) који су се такмичили у пет дисциплина (1 мушка и 4 женске).
Најуспешнија је била женска штафета са освојеним бронзаном медаљом.
Са једном освојеном бронзаном медаљом Аустрија је у укупном пласману делила последње 13. место са Финском.
У табели успешности према броју и пласману такмичара који су учествовали у финалним такмичењима (првих 8 такмичара) Аустрија је са 2 учесника у финалу заузела 17 место са 9 бодоваа, од 23 земље које су у финалу имале представнике, односни све земље учеснице имале су бар једног представника у финалу.
| Плас. | Земља    | 1. место | 2. место | 3. место | 4. место | 5. место | 6. место | 7. место | 8. место | Бр. финал. - Бод. |
| ----- | -------- | -------- | -------- | -------- | -------- | -------- | -------- | -------- | -------- | ----------------- |
| 17.   | Аустрија | −        | −        | 1 − 6    | −        | −        | 1 − 3    | −        | −        | 2 − 9             |

## Учесници
| Бр. | Дисциплина         | Мушкарци     | Жене                                                            | Укупно |
| --- | ------------------ | ------------ | --------------------------------------------------------------- | ------ |
| 1.  | 50 м               |              | Христа Кеплингер Моника Холцшустер                              | 2      |
| 2.  | 800 м              |              | Марија Сикора                                                   | 1      |
| 3.  | 50 м препоне       | Фуберт Кениг | Кармен Мер Дорис Лангханс                                       | 3      |
| 4.  | штафета 4 х 1 круг |              | Христа Кеплингер* Марија Сикора* Кармен Мер* Моника Холцшустер* | 0 (4)  |
|     | Укупно (4)         | 1            | 5 (9)                                                           | 6 (10) |

- Тачка уз име такмичара означава де је учествовао у више дисциплина.

## Освајачи медаља
- Бронза

1. Христа Кеплингер*
 Марија Сикора*
 Кармен Мер*
Моника Холцшустер* — Штафета 4 х 1 круг

## Резултати

### Мушкарци
| Атлетичар    | Дисциплина   | Лични рекорд | Квалификације | Квалификације | Полуфинале       | Полуфинале       | Финале           | Финале  | Детаљи |
| Атлетичар    | Дисциплина   | Лични рекорд | Резултат      | Место         | Резултат         | Место            | Резултат         | Место   | Детаљи |
| ------------ | ------------ | ------------ | ------------- | ------------- | ---------------- | ---------------- | ---------------- | ------- | ------ |
| Хуберт Кениг | 50 м препоне |              | 6,95          | 5. у гр 2     | Није се пласирао | Није се пласирао | Није се пласирао | 21 / 23 |        |

### Жене
| Атлетичарка                                           | Дисциплина   | Лични рекорд | Квалификације | Квалификације      | Полуфинале            | Полуфинале            | Финале                | Финале   | Детаљи |
| Атлетичарка                                           | Дисциплина   | Лични рекорд | Резултат      | Место              | Резултат              | Место                 | Резултат              | Место    | Детаљи |
| ----------------------------------------------------- | ------------ | ------------ | ------------- | ------------------ | --------------------- | --------------------- | --------------------- | -------- | ------ |
| Христа Кеплингер                                      | 50 м         |              | 6,50          | 4 у гр. у гр. 4 кв | 6,54                  | 6 у пф. 1             | Није се квалификовала | 12. / 19 |        |
| Моника Холцшустер                                     | 50 м         |              | 6,51          | 4. у гр. 3         | 6,50                  | 6. у пф. 2            | Није се квалификовала | 20. /19  |        |
| Марија Сикора                                         | 800 м        |              | 2:07,26       | 3. у гр. 1         |                       |                       | Није се квалификовала | 7. / 11  |        |
| Кармен Мер                                            | 50 м препоне |              | 7,17 НРд      | 2. у гр. 3 КВ      | 7,15 НРд              | 3 у пф. 2 КВ          | 7,40                  | 6. / 22  |        |
| Дорис Лангханс                                        | 50 м препоне |              | 7,53          | 6. у гр. 2         | Није се квалификовала | Није се квалификовала | Није се квалификовала | 22. / 22 |        |
| Христа* Марија Сикора* Кармен Мер* Моника Холцшустер* | 4 х 1 круг** |              |               |                    |                       |                       | 1:29,5                |          |        |

- Пошто је кружна стаза у Греноблу износила 180 метара, није се могло одржати такмичење штафета 4 х 200 метара јер је један круг уместо 200 метара износила 180 тако да је било немогуће измене извршити на местима које та трка по правилима ИААФ предвиђа, па је назив ове дисциплине био штафета 4 х 1 круг. Победницама се рачунају медаље, а постигнути резултати не јер су постигнути у дисциплини која званично не постоји.

## Биланс медаља Аустрије после 3. Европског првенства у дворани 1970—1972.
|     | ЕП     |   |   |   |   | УП  |
| 1.  | 1970.  | 2 | 0 | 1 | 3 | 4   |
| 2.  | 1971.  | 0 | 0 | 1 | 1 | =13 |
| 3.  | 1972.  | 0 | 0 | 1 | 1 | 7   |
| 1—3 | Укупно | 2 | 0 | 3 | 5 | 9   |
| --- | ------ | - | - | - | - | --- |

|    | ЕП               |   |   |   |   |
| 1. | Марија Сикора    | 1 | 0 | 3 | 4 |
| 2. | Христа Кеплингер | 0 | 0 | 2 | 2 |
| -- | ---------------- | - | - | - | - |

## Аустријски освајачи медаља после 3. Европског првенства 1970—1972.
|    | Атлетичар/ка                                                           | м | ж | ЕП       | Дисциплина |   |   |   |   |
| -- | ---------------------------------------------------------------------- | - | - | -------- | ---------- | - | - | - | - |
| 1. | Илона Гузенбауер                                                       |   | ж | 1970.    | вис        |   |   |   |   |
| 2. | Марија Сикора (1)                                                      |   | ж | 1970.    | 800 м      |   |   |   |   |
| 3. | Марија Сикора (2) Бригите Ортнер Христа Кеплингер (1) Хани Бургер      |   | ж | 1970.    | 4 х 200 м  |   |   |   | 3 |
| 4. | Марија Сикора (3)                                                      |   | ж | 1971.    | 400 м      |   |   |   | 1 |
| 5. | Христа Кеплингер (2), Марија Сикора (4), Кармен Мер, Моника Холцшустер |   | ж | 1972.    | 4 х 1 круг |   |   |   | 1 |
|    | Укупно                                                                 | 0 | 5 | 1970—72. |            | 2 | 0 | 3 | 5 |